# Josep Pinya Bonnin
Josep Pinya Bonnin (Palma de Mallorca, 25 de diciembre de 1935), más conocido como Pep Pinya, es un galerista español y propietario de la galería Pelaires, inaugurada en Palma de Mallorca en julio de 1969. Entre otras distinciones, ha recibido la Placa de Oro del Fomento de Turismo de Baleares (1990), el Premio Ramon Llull por parte del Gobierno de las Islas Baleares (2015), la Medalla de Oro del Ayuntamiento de Palma de Mallorca (2014), la Medalla de Honor y Gratitud del Consejo de Mallorca (2005).
Estudió en el Colegio de Los Agustinos de Palma de Mallorca, y el Bachillerato lo cursó en La Salle. Después completó su formación en Londres y París. La cultura siempre ha formado parte de su vida, desde la infancia. Su padre fue segundo violinista de la Orquesta Sinfónica de Mallorca, y de niño además de estudiar música también fue a clase de dibujo con Pere Quetglas “Xam” y con Erwin Hubert, acuarelista del Archiduque Luis Salvador, desarrollando una especial sensibilidad cultural que le ha acompañado en toda su trayectoria profesional.
La historia de la Galería Pelaires está estrechamente vinculada a la figura de Joan Miró. El artista barcelonés propuso a Pep Pinya que Pelaires fuera “su galería y la de sus amigos”, algo que sucedió de forma natural y que fue determinante en el transcurso de la vida cultural de la Galería Pelaires. De hecho, Pep Pinya se define de forma habitual como “un galerista accidental”. Joan Miró hizo en 1970 su primera exposición en Pelaires, hecho que resultó clave para atraer a Mallorca a los artistas más reconocidos del mundo.
En la primera exposición que Pep Pinya organizó en Pelaires, una colectiva, ya había obras de nombres como Pablo Picasso, Antoni Tàpies, Antoni Clavé, Carlos Mensa o el propio Joan Miró. En 1972, Alexander Calder. Dos años después, una individual de Henry Moore, después fueron Antoni Tàpies. Más tarde, Chillida, Valdés, Clavé, Millares, Brossa, Saura y Mensa, entre otros. De esta forma, Pep Pinya pudo poner en marcha un centro cultural en el que buscaba, por encima de todo, disfrutar de su pasión por el arte. De la mano de Miró, estableció contactos con el director del MoMa, William Rubin, y el director del Guggenheim de Nueva York, Thomas Messer, así como con Pierre Matisse, hijo de Matisse que lo representaba en Nueva York y con quienes mantuvo una relación continuada.
En aquellos años, por circunstancias políticas y sociales, Pelaires acogió en sus instalaciones a lo mejor del panorama nacional e internacional, y no únicamente relacionados con las artes plásticas, sino de todas las disciplinas. Robert Graves, Camilo José Cela, Miguel Ángel Asturias, Vicente Aleixandre, Vargas Llosa, Blai Bonet… participaban de alguna forma en ese espacio cultural de debate y reflexión en el que se había convertido Pelaires.
En 1990 el Rey Don Juan Carlos inauguró el nuevo Centro Cultural Pelaires (ubicado en la calle Verí de Palma, en el antiguo convento de Las Trinitarias, edificio de 1625, antiguo Palacio de Can Verí) con una exposición titulada “Miró, 20 años después”. El trigésimo aniversario tuvo como protagonista a Antoni Tàpies, Joan Miró y Eduardo Chillida, y el cuadragésimo a Rebecca Horn y Jannis Kounellis.
Pep Pinya fue también uno de los impulsores de Arco, la feria de arte contemporáneo de referencia en España, que se celebró por primera vez en 1982 en el Palacio de Congresos del Paseo de la Castellana, en Madrid. Fue miembro del comité organizador, y actualmente Pelaires es una de las tres galerías que han participado en todas las ediciones de la feria. Además, también hizo una apuesta temprana por la presencia internacional de Pelaires en ferias de todo el mundo (Chicago, Miami, Hong Kong, Colonia, Frankfurt…), en las que además de exponer a artistas de gran prestigio y reconocimiento también permitieron dar una salida al mundo al trabajo de importantes artistas de Mallorca. Su dominio de varios idiomas (inglés, francés, alemán, italiano) también fue un factor decisivo en este proceso.
De 2004 a 2013 fue el presidente de Art Palma Contemporani, la Asociación de Galeristas de Palma. Fue uno de los grandes impulsores de la Nit de l’Art, cuya primera edición se celebró en 1997 y que es actualmente un evento de referencia en el calendario cultural internacional. Desde la presidencia de la citada asociación fue también uno de los promotores del Art Palma Brunch.